# Augan
Augan är en kommun i departementet Morbihan i regionen Bretagne i nordvästra Frankrike. Kommunen ligger i kantonen Guer som tillhör arrondissementet Vannes. År 2022 hade Augan 1 542 invånare.

## Befolkningsutveckling
Antalet invånare i kommunen Augan
| Referens: INSEE |